# آناستازیا رودیونوا
آناستازیا رودیونوا ([Анастаси́я Ива́новна Родио́нова] Error: {{Lang}}: متن دارای نشانه‌گذاری ایتالیک است (راهنما)؛ زاده ۱۲ مهٔ ۱۹۸۲) یک تنیس‌باز اهل استرالیا است.